# Hệ quản lý tập tin

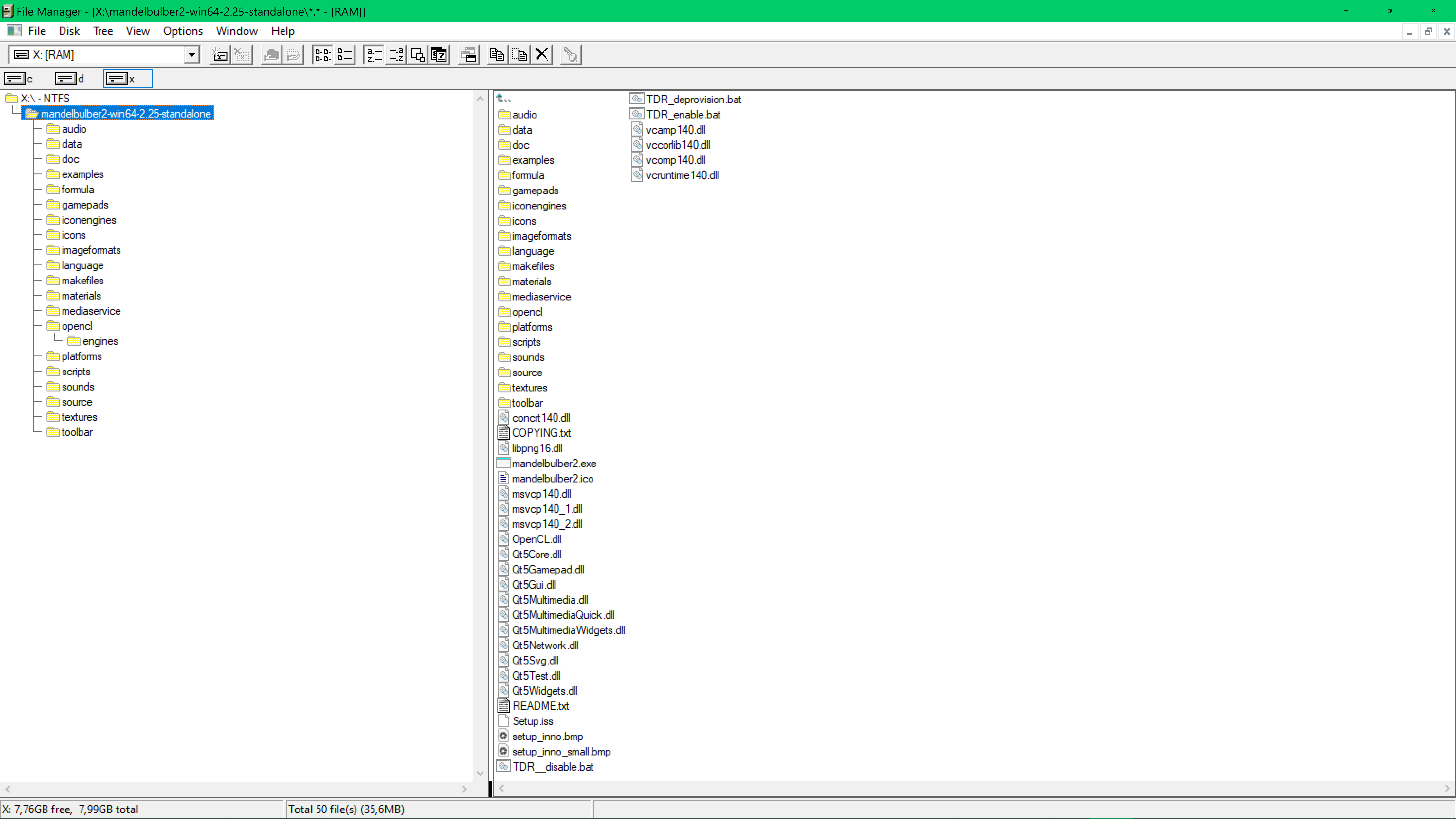
Ví dụ về một Hệ quản lý tập tin.

Hệ thống quản lý tệp hoặc trình duyệt tệp là chương trình máy tính cung cấp giao diện người dùng để quản lý tệp và thư mục. Các thao tác phổ biến nhất được thực hiện trên các tệp hoặc nhóm tệp bao gồm tạo, mở (ví dụ: xem, phát, chỉnh sửa hoặc máy in), đổi tên, di chuyển hoặc sao chép, xóa và tìm kiếm tệp, cũng như sửa đổi thuộc tính tệp s, thuộc tính và quyền tệp. Thư mục và các tệp có thể được hiển thị trong cây phân cấp dựa trên cấu trúc thư mục. Một số trình quản lý tệp chứa các tính năng được lấy cảm hứng từ trình duyệt web, bao gồm các nút điều hướng tiến và lùi.
Một số trình quản lý tệp cung cấp kết nối mạng thông qua giao thức, chẳng hạn như FTP, HTTP, NFS, SMB hoặc WebDAV. Điều này đạt được bằng cách cho phép người dùng duyệt tìm máy chủ tệp (kết nối và truy cập hệ thống tệp của máy chủ như hệ thống tệp cục bộ) hoặc bằng cách cung cấp triển khai máy khách đầy đủ của riêng mình cho các giao thức máy chủ tệp.

## Trình chỉnh sửa thư mục
Một thuật ngữ đi trước việc sử dụng "trình quản lý tệp" là "trình soạn thảo thư mục". Một trình soạn thảo thư mục ban đầu, DIRED, đã được phát triển vào khoảng năm 1974 tại Phòng thí nghiệm trí tuệ nhân tạo Stanford bởi Stan Kugell.
Một trình soạn thảo thư mục đã được viết cho EXEC 8 tại Đại học Maryland và có sẵn cho những người dùng khác tại thời điểm đó. Thuật ngữ này được sử dụng bởi các nhà phát triển khác, bao gồm Jay Lepreau, người đã viết chương trình dired vào năm 1980, chạy trên BSD. Điều này lần lượt được lấy cảm hứng từ một chương trình cũ hơn có cùng tên chạy trên TOPS-20. Dired lấy cảm hứng từ các chương trình khác, bao gồm dired, tập lệnh biên tập (cho emacs và các biên tập viên tương tự) và ded.